# Schizoporella perforata
Schizoporella perforata är en mossdjursart som beskrevs av Canu och Bassler 1929. Schizoporella perforata ingår i släktet Schizoporella och familjen Schizoporellidae. Inga underarter finns listade i Catalogue of Life.